# Antipod

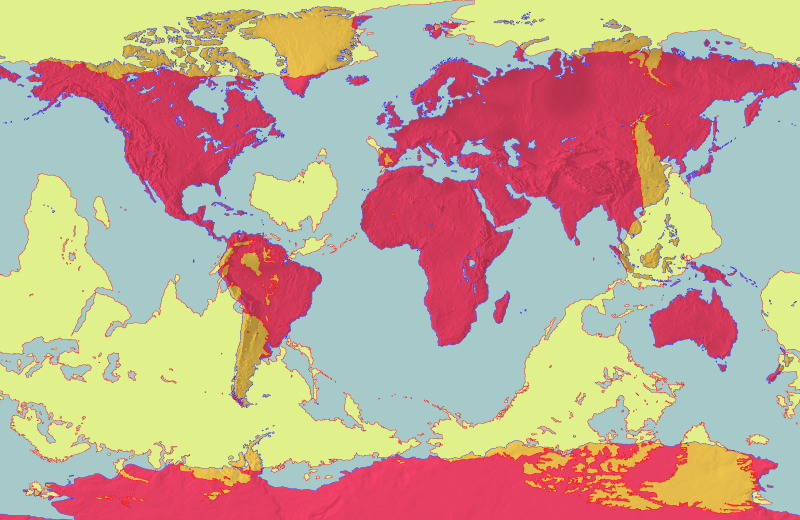
Världskarta med antipoder.

Antipod, från grekiskans ἀντίποδες (antipodes, som ungefär betyder "med motvända fötter", från αντι anti "mot" och πους pous "fot"), är en punkt som är diametralt motsatt en annan punkt på en sfär. Speciellt används begreppet för en plats på andra sidan jorden, dit man kommer om man skulle färdas genom jordens mittpunkt, eller om man färdas exakt ett halvt varv längs en storcirkel genom utgångsorten.
Antipoden till en punkt på land ligger oftast i oceanerna. Antipoder till platser i Europa, Afrika och västra Asien ligger i Stilla havet. Antipoder till platser i Nordamerika ligger i Indiska oceanen och till platser i Australien i Atlanten. Antipoder till platser i Sverige ligger i södra Stilla havet, långt från land, sydost om Nya Zeeland som är närmaste befolkade landområde. Bland antipoder som är mer lätta att besöka är Nya Zeeland som har antipod i Spanien, östra Kina som har antipod i Chile och Argentina, och Malaysia, Indonesien och södra Vietnam som har antipod i nordvästra Sydamerika.
För att beräkna antipodens latitud byter man bara nordlig bredd mot sydlig bredd (eller tvärtom). För att räkna ut dess longitud drar man först bort antipodens longitud från 180 grader (det vill säga 180 - longituden) och därefter byter man östlig längd mot västlig längd (eller tvärtom). Antipoden till exempelvis Malmö, som ligger ungefär på 55°35′N 13°0′Ö / 55.583°N 13.000°Ö, ligger alltså på 55°35′S 167°0′V / 55.583°S 167.000°V.
Antipod kan även syfta till en person som vänder fötterna mot en annans fötter, det vill säga en person som bor på motsatta sidan av jorden i förhållande till en annan.